# Daramulum

Dans plusieurs cultures aborigènes du sud-est de l'Australie, telles que les Wiradjuri, les Kamilaroi, les Eora, les Darkinjung et les Guringai, Daramulum (« l'unijambiste ») est le fils de Baiame et sa femme-émeu Birrahgnooloo.  
Il est souvent représenté, vu de demi-profil, sur les gravures sur pierre de Sydney, avec un seul bras, un dos d'émeu et un pied en forme de massue. Il est souvent dessiné à côté d'un émeu, qui est probablement son totem, ou qui est lié à ses ancêtres émeu. Il a la capacité de changer d'apparence d'un géant énorme à celle d'un petit animal ou oiseau.
Sa voix peut être entendue par l'intermédiaire d'un rhombe que l'on fait tournoyer dans les airs pendant les cérémonies d'initiation. Il vit maintenant dans les arbres du bush, en particulier dans les broussins, et ne les quitte que pour les cérémonies d'initiation. Pour pouvoir fonctionner, le rhombe doit être réalisé à partir du bois d'un arbre qui contient son esprit.
Son nom est mieux restitué sous la forme Dharramaalan (dharra 'jambe' + maal 'une' + -an suffixe). Le « dh » est une consonne dentale, prononcé à la façon du 'd-th' Anglais comme dans « hid them ». Dans la région de Sydney, son nom apparaît souvent sous la forme Daramulan. On peut également l'écrire Dhurramoolun.